# Pflattermühle
Pflattermühle ist ein Wohnplatz der Gemeinde Wieseth im Landkreis Ansbach (Mittelfranken, Bayern). Pflattermühle liegt in der Gemarkung Wieseth.

## Geografie
Die Einöde bestehend aus zwei Wohn- und drei Nebengebäuden liegt am Pflatterbach, einem rechten Zufluss der Wieseth. Unmittelbar westlich fließen der Höfstetter Graben als linker Oberlauf und der Fetschendorfer Graben als rechter Oberlauf des Pflatterbaches zusammen und speisen eine Kette von Weihern. Ansonsten ist der Ort unmittelbar von Acker- und Grünland umgeben. Eine Gemeindeverbindungsstraße verläuft nach Untermosbach (0,7 km südöstlich) bzw. nach Wieseth zur Staatsstraße 2222 (0,6 km nordöstlich).

## Geschichte
Pflattermühle wurde 1445 erstmals urkundlich erwähnt, als das Kloster Heilsbronn das Anwesen kaufte.
Der Ort lag im Fraischbezirk des ansbachischen Oberamtes Feuchtwangen. Die Mahlmühle hatte das Verwalteramt Waizendorf als Grundherrn. Von 1797 bis 1808 unterstand der Ort dem Justiz- und Kammeramt Feuchtwangen. 
Mit dem Gemeindeedikt (frühes 19. Jahrhundert) wurde Pflattermühle dem Steuerdistrikt und der Ruralgemeinde Wieseth zugeordnet. Nach 1885 wurde die Pflattermühle als Ortsteil nicht mehr geführt.

### Ehemaliges Baudenkmal
- Flattermühle: Frühes 18. Jahrhundert. Eingeschossiges Wohnstallhaus mit hohem Giebel. Am Türsturz Mühlrad und Hirschgeweih in Relief. Jahreszahl „1725“ sowie abgewittertes Monogramm.[6]

### Einwohnerentwicklung
| Jahr      | 001818 | 001836 | 001840 | 001861 | 001871 | 001885 |
| Einwohner | 4      | 10     | 10     | *      | 7      | 6      |
| Häuser    | 1      | 1      | 1      |        |        | 1      |
| Quelle    | [ 8 ]  | [ 9 ]  | [ 10 ] | [ 11 ] | [ 12 ] | [ 13 ] |

## Religion
Der Ort ist seit der Reformation evangelisch-lutherisch geprägt und nach St. Wenzeslaus (Wieseth) gepfarrt. Die Einwohner römisch-katholischer Konfession waren ursprünglich nach St. Laurentius (Großenried) gepfarrt, heute ist die Pfarrei Herz Jesu (Bechhofen) zuständig.

## Weblink
- Flattermühle in der Ortsdatenbank des bavarikon, abgerufen am 19. August 2021.